# Martha Sandoval
Martha Sandoval Gustafson (Tampico, 8 de enero de 1950) es una deportista mexicana, nacionalizada canadiense, que compitió en atletismo adaptado, natación adaptada y tenis de mesa adaptado. Ganó 19 medallas en los Juegos Paralímpicos de Verano entre los años 1976 y 1984.

## Palmarés internacional
| Representando a México |                                                            |                  |          |
| Juegos Paralímpicos    |                                                            |                  |          |
| Año                    | Lugar                                                      | Medalla          | Prueba   |
| 1976                   | Toronto (Canadá)                                           | Medalla de oro   | 60 m 1B  |
| 1976                   | Toronto (Canadá)                                           | Medalla de oro   | Disco 1B |
| 1976                   | Toronto (Canadá)                                           | Medalla de oro   | Maza 1B  |
| 1980                   | Arnhem (Países Bajos)                                      | Medalla de oro   | Disco 1B |
| 1980                   | Arnhem (Países Bajos)                                      | Medalla de plata | 60 m 1B  |
| 1980                   | Arnhem (Países Bajos)                                      | Medalla de plata | Maza 1B  |
| 1980                   | Arnhem (Países Bajos)                                      | Medalla de plata | Peso 1B  |
| Representando a Canadá |                                                            |                  |          |
| Juegos Paralímpicos    |                                                            |                  |          |
| Año                    | Lugar                                                      | Medalla          | Prueba   |
| 1984                   | Nueva York (Estados Unidos) Stoke Mandeville (Reino Unido) | Medalla de oro   | 100 m 1A |
| 1984                   | Nueva York (Estados Unidos) Stoke Mandeville (Reino Unido) | Medalla de oro   | 200 m 1A |
| 1984                   | Nueva York (Estados Unidos) Stoke Mandeville (Reino Unido) | Medalla de oro   | 400 m 1A |
| 1984                   | Nueva York (Estados Unidos) Stoke Mandeville (Reino Unido) | Medalla de oro   | 800 m 1A |
| 1984                   | Nueva York (Estados Unidos) Stoke Mandeville (Reino Unido) | Medalla de oro   | Disco 1B |

| Representando a México |                                                            |                  |                 |
| Juegos Paralímpicos    |                                                            |                  |                 |
| Año                    | Lugar                                                      | Medalla          | Prueba          |
| 1976                   | Toronto (Canadá)                                           | Medalla de plata | 25 m braza 1B   |
| 1976                   | Toronto (Canadá)                                           | Medalla de plata | 25 m espalda 1B |
| 1980                   | Arnhem (Países Bajos)                                      | Medalla de oro   | 25 m espalda 1B |
| 1980                   | Arnhem (Países Bajos)                                      | Medalla de oro   | 25 m libre 1B   |
| Representando a Canadá |                                                            |                  |                 |
| Juegos Paralímpicos    |                                                            |                  |                 |
| Año                    | Lugar                                                      | Medalla          | Prueba          |
| 1984                   | Nueva York (Estados Unidos) Stoke Mandeville (Reino Unido) | Medalla de oro   | 25 m libre 1B   |
| 1984                   | Nueva York (Estados Unidos) Stoke Mandeville (Reino Unido) | Medalla de plata | 25 m espalda 1B |

| Representando a México |                       |                  |               |
| Juegos Paralímpicos    |                       |                  |               |
| Año                    | Lugar                 | Medalla          | Prueba        |
| 1980                   | Arnhem (Países Bajos) | Medalla de plata | Individual 1C |